# Mosquito
В криптографии, MOSQUITO — это аппартно-ориентированный самосинхронизующийся поточный шифр, разработанный в 2005 году Йоаном Дайменом и Парисом Китсосом. После взлома MOUSQUITO, была разработана вторая версия шифра, которая была представлена в проекте eSTREAM, где достигла третьего этапа отбора. В 2008 году вторая версия MOSQUITO — MOUSTIQUE, также была взломана.

## Обзор работы MOSQUITO
Общий смысл работы самосинхронизующегося поточного шифра MOSQUITO аналогичен работе самосинхронизующихся поточных шифров, в которых генерация потока ключей создаётся функцией от битов ключа и одного бита шифротекста, что, по сути, аналогично работе CFB с одним блоком перестановки. Особенности же шифра MOSQUITO заключаются в наличии девятистадийного конвейера, дополняющего условную зависимость регистра сдвига (Conditional Complementing Shift Registers — CCSR) и функциями перехода между стадиями конвейера особого вида.

## Спецификация
В шифре MOSQUITO восемь регистров различной длины, назовём регистр CCSR — {\displaystyle a^{{\mathcal {h}}0{\mathcal {i}}}}, первый регистр — {\displaystyle a^{{\mathcal {h}}1{\mathcal {i}}}}, второй — {\displaystyle a^{{\mathcal {h}}2{\mathcal {i}}}} и так далее до седьмого регистра — {\displaystyle a^{{\mathcal {h}}7{\mathcal {i}}}}. Будем обозначать i-ую позицию регистра j таким образом: {\displaystyle a_{i}^{{\mathcal {h}}j{\mathcal {i}}}}. Длины регистров:
CCSR — 128 бит;
{\displaystyle a^{{\mathcal {h}}1{\mathcal {i}}}} — {\displaystyle a^{{\mathcal {h}}5{\mathcal {i}}}} 53 бита;
{\displaystyle a^{{\mathcal {h}}6{\mathcal {i}}}} — 12 бит;
{\displaystyle a^{{\mathcal {h}}7{\mathcal {i}}}} — 3 бита.
Суть работы шифра заключается в вычислении, на каждый такт, битов какого-нибудь из регистров (кроме CCSR) на основе некоторой комбинации битов предыдущего регистра. Регистр CCSR работает как регистр сдвига: элементы регистра сдвигаются, а в нулевую позицию регистра CCSR записывается бит зашифрованного текста (с выхода шифра). Обозначим через {\displaystyle G_{i}^{j}} правило, по которому вычисляется бит в i-ий позиции в регистре j. Тогда:
{\displaystyle G_{4i~mod~53}^{1}=a_{128-i}^{{\mathcal {h}}0{\mathcal {i}}}+a_{18+i}^{{\mathcal {h}}0{\mathcal {i}}}+a_{113-i}^{{\mathcal {h}}0{\mathcal {i}}}(a_{1+i}^{{\mathcal {h}}0{\mathcal {i}}}+1)+1}, где {\displaystyle 0\leqslant i<53};
{\displaystyle G_{4i~mod~53}^{j}=a_{i}^{{\mathcal {h}}j-1{\mathcal {i}}}+a_{3+i}^{{\mathcal {h}}j-1{\mathcal {i}}}+a_{1+i}^{{\mathcal {h}}j-1{\mathcal {i}}}(a_{2+i}^{{\mathcal {h}}j-1{\mathcal {i}}}+1)+1}, где {\displaystyle 0\leqslant i<53} и {\displaystyle 2\leqslant j\leqslant 5}, если нижний индекс какого-либо элемента из правой части равенства становится больше, чем 53, то этот элемент заменяется на 0;
{\displaystyle G_{i}^{6}=a_{4i}^{{\mathcal {h}}5{\mathcal {i}}}+a_{3+4i}^{{\mathcal {h}}5{\mathcal {i}}}+a_{1+4i}^{{\mathcal {h}}5{\mathcal {i}}}+a_{2+4i}^{{\mathcal {h}}5{\mathcal {i}}}}, где {\displaystyle 0\leqslant i<12};
{\displaystyle G_{i}^{7}=a_{4i}^{{\mathcal {h}}6{\mathcal {i}}}+a_{3+4i}^{{\mathcal {h}}6{\mathcal {i}}}+a_{1+4i}^{{\mathcal {h}}6{\mathcal {i}}}(a_{2+4i}^{{\mathcal {h}}6{\mathcal {i}}}+1)+1}, где {\displaystyle 0\leqslant i<3};
и, наконец, бит ключевого потока {\displaystyle z=a_{0}^{{\mathcal {h}}7{\mathcal {i}}}+a_{1}^{{\mathcal {h}}7{\mathcal {i}}}+a_{2}^{{\mathcal {h}}7{\mathcal {i}}}}.
Стоит отметить, что вычисление битов регистров выполняются с помощью комбинационной логики, а сдвиг, естественно, с помощью регистровой, а это значит, что для предотвращения неправильной работы конвейера, когда биты с регистра не успевают обработаться комбинационной логикой, надо чтобы функция {\displaystyle G_{i}^{j}}, реализующая вычисления, была относительна простой.